# Agrotis hirtipalpis
Agrotis hirtipalpis là một loài bướm đêm trong họ Noctuidae.